# Kolonia Napłatek
Kolonia Napłatek – kolonia w Polsce, położona w województwie łódzkim, w powiecie sieradzkim, w gminie Złoczew.
Wchodzi w skład sołectwa Łeszczyn.
W latach 1975–1998 Napłatek administracyjnie należał do województwa sieradzkiego.
Przed 2023 r. miejscowość nosiła nazwę Napłatek i była częścią wsi Łeszczyn